# 첫사랑은 처음이라서
《첫사랑은 처음이라서》는 2019년 공개된 넷플릭스 오리지널 시리즈다. 첫사랑이라서 서툰 인생초보 다섯 청춘들의 좌충우돌 로맨스를 그린 작품으로 지수, 정채연, 진영, 최리, 강태오 등이 출연한다. 이 시리즈는 같은 제작사에서 제작한 2015년 온스타일 드라마 《처음이라서》의 리부트다. 후자의 작가 정현정이 시리즈 제작자로 인정 받고있다.

## 줄거리
스무살이 되면서 자취를 시작한 태오. 비어있던 어린시절 살던 집에 들어가게 돼서 집이 크고 방이 넓은 곳에 혼자 사는 태오 근처로 갈 곳 잃은 친구들이 모이기 시작한다.

## 제작진
- 제작사 : 에이스토리 (《킹덤》)
- 감수 : 정현정 (《로맨스가 필요해 삼부작》, 《연애의 발견》, 《아이가 다섯》 등 (집필))
- 연출 : 오진석
  - 《파리의 연인》(공동 연출)
  - 《내사랑 토람이》(공동 연출)
  - 《불량 주부》(공동 연출)
  - 《프라하의 연인》(공동 연출)
  - 《101번째 프러포즈》(공동 연출)
  - 《완벽한 이웃을 만나는 법》(공동 연출)
  - 《미쓰 아줌마》(연출)
  - 《결혼의 여신》(연출)
  - 《모던파머》(연출)
  - 《용팔이》(연출)
  - 《엽기적인 그녀》(연출)
  - 《하자있는 인간들》(연출)
- 극본 : 김란(본명: 김민서)
  - 영화 《마이 블랙 미니드레스》(소설 저서, 각본)

## 등장인물

### 주요 인물
- 지수 : 윤태오 역
- 정채연 : 한송이 역
- 진영 : 서도현 역
- 최리 : 오가린 역
- 강태오 : 최훈 역

### 윤태오의 주변 인물
- 홍지윤 : 류세현 역
- 윤다훈 : 윤정길 역 - 태오의 아버지
- 정시아 : 태오의 의붓어머니 역
- 정윤석 : 윤영호 역 - 태오의 이복동생

### 한송이의 주변 인물
- 윤복인 : 송이의 어머니 역
- 박유림 : 최민아 역 - 송이의 건축 전공 동료
- 이주은 : 송이의 친구 역
- 김재용 : 대건 역 - 현재 유명한 건축 회사에서 일하는 송이의 전 선배

### 서도현의 주변 인물
- 박수영 : 도현의 아버지 역

### 오가린의 주변 인물
- 전수경 : 가린의 어머니 역

### 최훈의 주변 인물
- 조승연 : 최석환 - 훈의 아버지 역
- 오영실 : 훈의 어머니 역

## 촬영지
- 한성대학교